# 砵典乍街

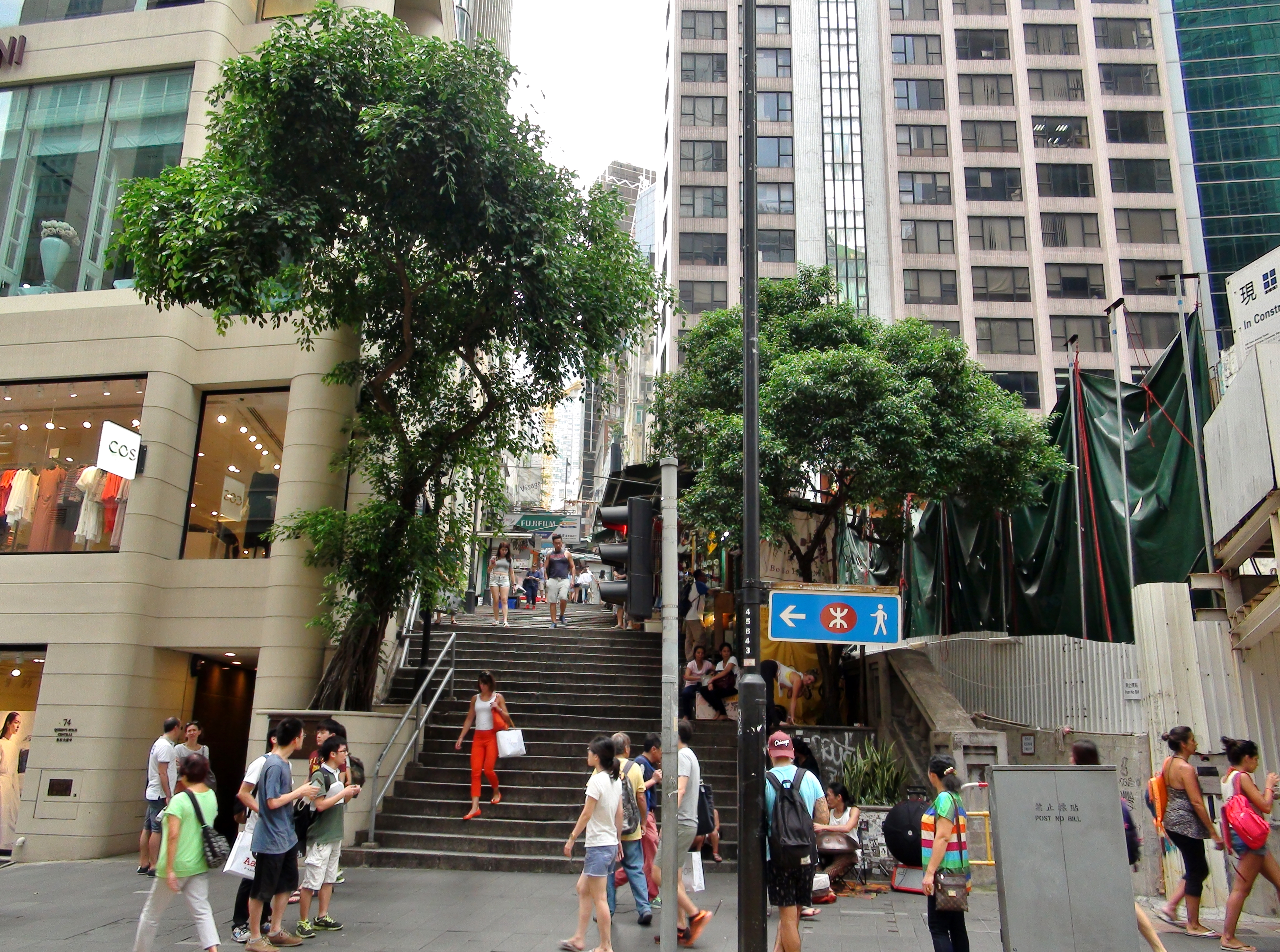
砵典乍街與皇后大道中交界

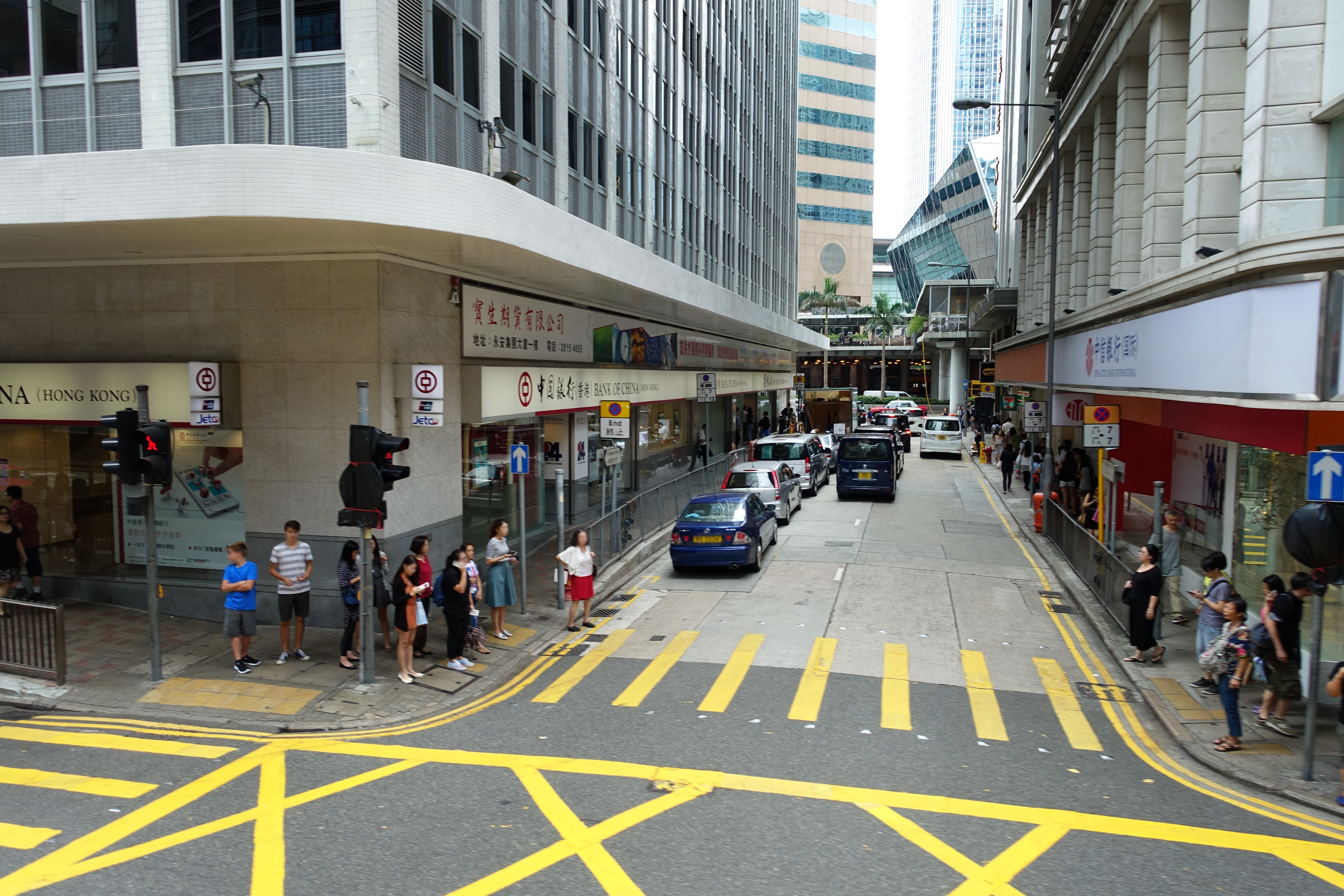
從德輔道中向東北望向砵典乍街

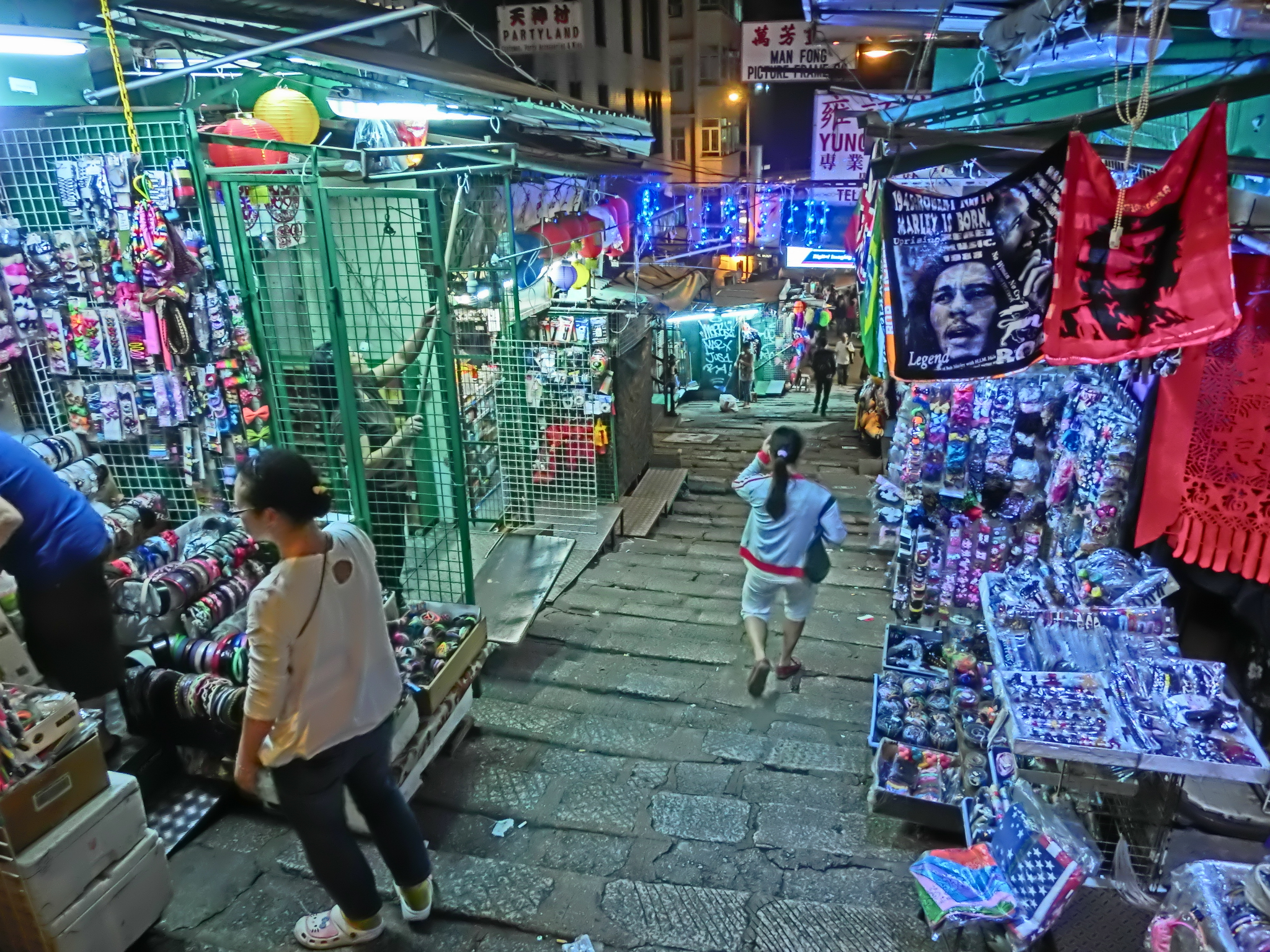
砵典乍街的商店

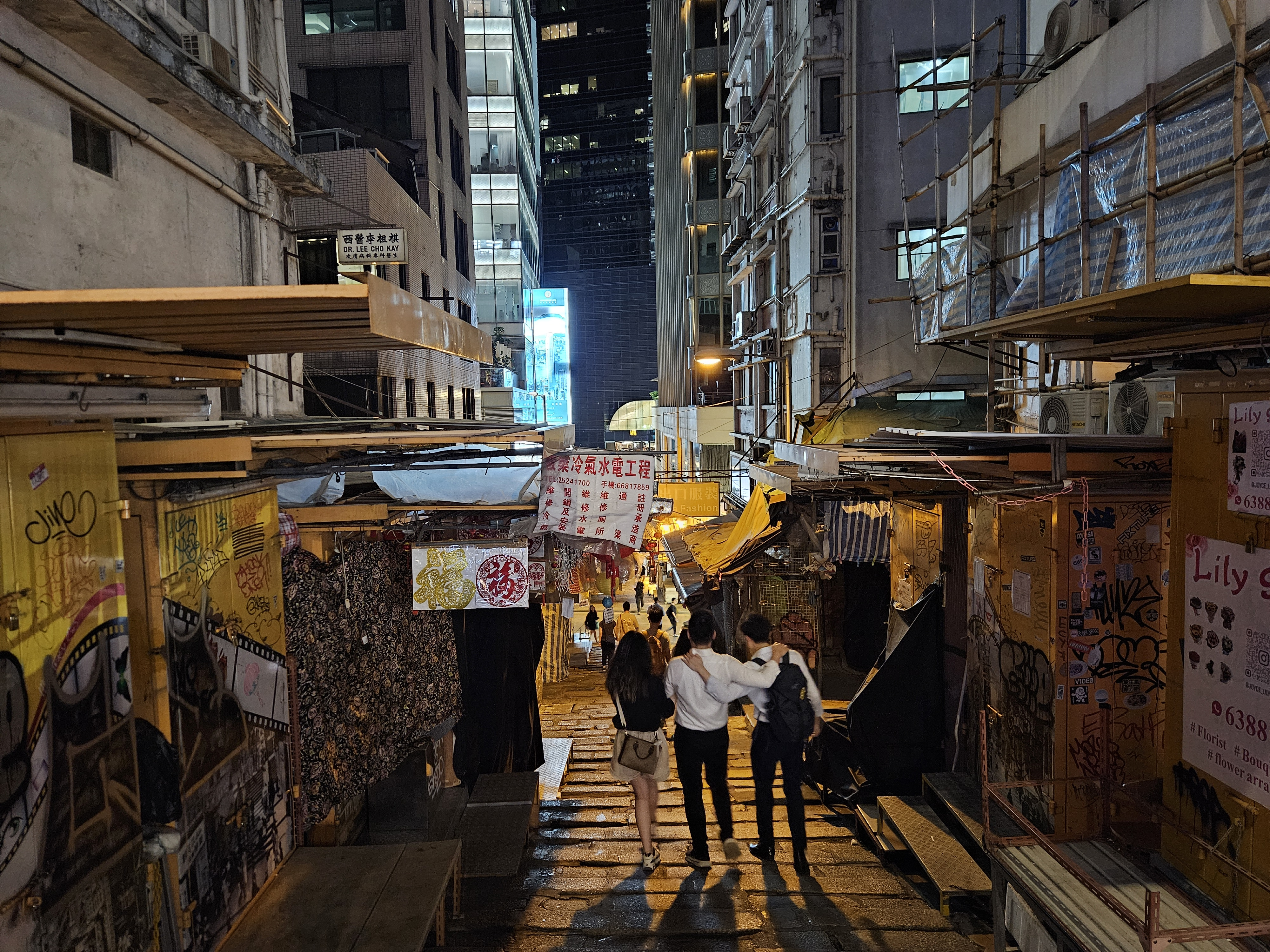
砵典乍街的商店

砵典乍街（通稱砵甸乍街）是香港的一條街道，位於香港島中環，獲古物古蹟辦事處列為一級歷史建築。街道連接山上的荷李活道及山下的干諾道中，其中皇后大道中至荷李活道一段由於頗為陡直，故用石塊鋪蓋路面。石塊設計成一塊凹下一塊凸起，此舉既為方便行人上落，又能讓雨水沿兩旁瀉走，因此人們又習慣稱之為石板街（Stone Slabs Street）。石板街聚集了許多老舊的小店和攤子，部份店鋪還保留了從前鐵皮屋的特色，遊人可以見到街上搭建的綠色小屋，十足老香港的風味。香港政府在1858年將此街命名為砵典乍街以紀念第一任香港總督砵甸乍。
於第二次世界大戰前，砵典乍街曾經設有防空隧道（Air-Raid Precaution Tunnels），現時已經廢置。

## 鄰近
| - 中藝百貨 - 泛海大廈 - 軟庫中心 - 萬宜大廈 - 華懋大廈 - 舊中區警署 - 永安集團大廈 - 華人銀行大廈 - 卡佛大廈，前身是連卡佛之所在地，曾經為香港第一家H&M之旗艦店，現在已被ZARA旗艦店所取代。 - Pottinger 22 | - 德輔道 - 諾道 - 擺花街 - 威靈頓街 - 士丹利街 - 皇后大道 |

## 歷史照片

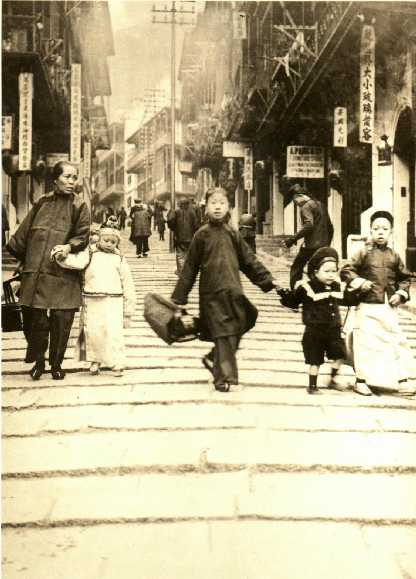
約1890年代的砵典乍街
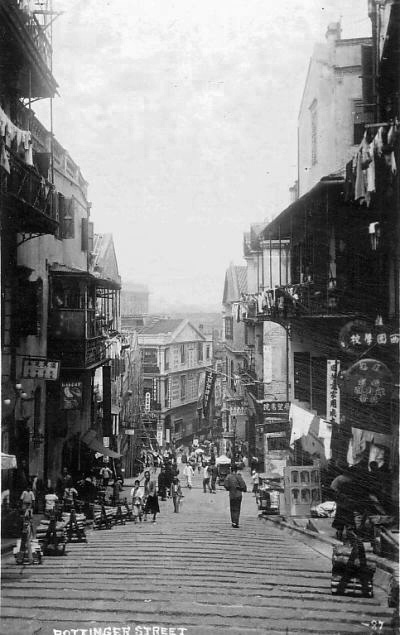
20世紀初的砵典乍街

## 流行文化
砵典乍街特色的石板街是中西區的重要歷史地標，歷年來在此取景的歌影視作品不勝其數。
- 電影：《A計劃》、《亞飛與亞基》、《花樣年華》、《無間道III》、《龍鳳鬥》、《色，戒》、《文雀》、《十月圍城》、《風暴》
- 電視劇：《愛在香港》
- 音樂錄影帶：麥浚龍《耿耿於懷》、吳日言《扯線風箏》、濱崎步《glitter》

## 外部連結
- 中環砵甸乍街：石板街的一週（Pottinger Street, Central，Hong Kong） （页面存档备份，存于）
- 【探索社區】遊走中環高樓間 踏上「石板街」尋寶︱kennechu.info （页面存档备份，存于）

22°17′00″N 114°09′21″E / 22.2832526°N 114.1558233°E